# Bahnradsport-Weltmeisterschaften 1932
Die Bahnradsport-Weltmeisterschaften 1932 fanden vom 27. August bis 4. September 1932 auf der Radrennbahn des „Stadio Nazionale del PNF“ in Rom statt.
Wegen der Hitze wurden die Rennen erst abends um 20 Uhr gestartet, was bedeutete, dass sie oft erst nach Mitternacht beendet waren. Beklagt wurde die schlechte Beleuchtung der Bahn. Die Radrennbahn selbst war neu, konstruiert wurde sie vom Münsteraner Architekten Clemens Schürmann. Sie war 400 Meter lang und aus Holz, was insbesondere im Vorfeld der Steherrennen zu Diskussionen führte, da die Profis es gewöhnt waren, hauptsächlich auf Beton zu fahren. Drei Jahre nach Beendigung der WM wurde die Bahn in Rom ab- und in Mailand als Vigorelli-Bahn wieder aufgebaut.
Für die Weltmeisterschaften der Profi-Steher waren 15 Fahrer aus neun Ländern gemeldet. Ihre Rennen stießen nur auf geringes Interesse beim italienischen Publikum, da dieser Sport in Italien wenig bekannt war. Bei Vor- und Finalläufen verloren sich rund 5000 Zuschauer in dem 18 000 Menschen fassenden Stadion. Der Endlauf musste wegen eines starken Gewitters um einen Tag verschoben werden, 

„wahrscheinlich wollte Petrus, der ja der ewigen Stadt am nächsten steht […] demonstrieren, dass es sich nicht gehört, zwei 100-km-Rennen ohne einen Ruhetag dazwischen anzusetzen.“

Bei den Profi-Fliegern gingen 16 Fahrer aus neun Ländern an den Start, bei den Amateuren 24 Sportler aus zehn Ländern. Überraschender Weltmeister bei den Amateur-Sprintern wurde der Köln Albert Richter, dessen folgende rund siebenjährige Profi-Laufbahn nach dieser WM ihren Anfang nahm. Bei den Profis siegte der Belgier Jef Scherens, der sich in den kommenden Jahren als stärkster Konkurrent Richters erweisen sollte.

## Resultate der Berufsfahrer
| Disziplin                 | Platz | Land            | Athlet                           |
| ------------------------- | ----- | --------------- | -------------------------------- |
| Fliegerrennen über 1000 m | 1     | Belgien         | Jef Scherens                     |
|                           | 2     | Frankreich      | Lucien Michard                   |
|                           | 3     | Deutsches Reich | Mathias Engel                    |
| Steherrennen              | 1     | Frankreich      | Georges Paillard/ Maurice Guérin |
| über 100 km               | 2     | Deutsches Reich | Walter Sawall/ Georges Grolimund |
|                           | 3     | Deutsches Reich | Erich Möller/ Clarence Carman    |

## Resultate der Amateure
| Disziplin     | Platz | Land               | Athlet         |
| ------------- | ----- | ------------------ | -------------- |
| Fliegerrennen | 1     | Deutsches Reich    | Albert Richter |
| über 1000 m   | 2     | Königreich Italien | Nino Mozzo     |
|               | 3     | Deutsches Reich    | Willi Frach    |